# Liste von Kriegen und Schlachten im 21. Jahrhundert
| seit 1988 | Somalischer Bürgerkrieg                          | |  |
| 2000–2018 | Eritreisch-Äthiopischer Krieg                    | |  |
| 2001–2021 | Afghanistankrieg                                 | größere Kampfhandlungen vom 7. Oktober bis 17. Dezember 2001                                                                                 |  |
|           | 2001, 12. bis 17. Dezember                       | Schlacht um Tora Bora, Al-Qaida wird aus Afghanistan vertrieben                                                                              |  |
|           | 2002, 1. bis 18. März                            | Operation Anaconda, militärische Unternehmung US-amerikanischer, britischer, kanadischer und deutscher Spezialeinheiten                      |  |
|           | 2006, 2. bis 17. September                       | Operation Medusa, Offensive der NATO gegen die Taliban                                                                                       |  |
| 2002–2007 | Bürgerkrieg in der Elfenbeinküste                | |  |
| 2003      | Irakkrieg                                        | größere Kampfhandlungen vom 20. März bis 1. Mai 2003                                                                                         |  |
|           | 2003, 21. bis 25. März                           | Schlacht um Umm Qasr, erstes Angriffsziel des Krieges                                                                                        |  |
|           | 2003, 3. bis 9. April                            | Schlacht um Bagdad, Fall der Saddam Hussein-Regierung                                                                                        |  |
|           | 2004, 4. bis 9. April                            | Operation Vigilant Resolve, versuchte Rückeroberung Falludschas                                                                              |  |
|           | 2004, 8. bis 18. November                        | Operation Phantom Fury, Vertreibung von Abu Musab az-Zarqawi aus Falludscha                                                                  |  |
|           | 2004, 3. November bis 2. Dezember                | Operation Plymouth Rock, Großangriff gegen Hochburgen irakischer Rebellen in Babil                                                           |  |
|           | 2006, 16. bis 22. März                           | Operation Swarmer, größte Luftoffensive seit dem offiziellen Kriegsende als Reaktion auf anhaltende Gewalt im Harmein-Gebirge                |  |
|           | 2007, 14. Februar bis 24. November               | Operation Imposing Law, Koalitionstruppen und irakische Sicherheitskräfte versuchen Bagdad von Aufständischen zu befreien                    |  |
|           | 2007, 13. März bis 1. September                  | Schlacht um Baquba, Angriff der Koalitionstruppen auf Baquba und Umgebung                                                                    |  |
| 2004–2010 | Huthi-Konflikt                                   | Bürgerkrieg im Jemen |  |
| 2005–2010 | Bürgerkrieg im Tschad                            | |  |
| 2006      | Libanonkrieg                                     | Kampfhandlungen vom 12. Juli bis 8. September 2006                                                                                           |  |
| seit 2006 | Drogenkrieg in Mexiko                            | Innerstaatlicher Krieg unter den Angehörigen der Drogenkartelle                                                                              |  |
| 2007      | Bürgerkrieg in Sri Lanka                         | größere Kampfhandlungen vom 1. Januar bis 23. Dezember 2007                                                                                  |  |
| 2008      | Kaukasuskrieg                                    | Kampfhandlungen vom 7. August bis 16. August 2008                                                                                            |  |
|           | 2008, 8. bis 9. August                           | Schlacht um Zchinwali, Hauptstadt des abtrünnigen Südossetiens wird von georgischen Truppen besetzt und von russischen Truppen zurückerobert |  |
| seit 2010 | al-Qaida im Jemen                                | Am 14. Januar 2010 erklärte der Jemen der im Land operierenden Terrororganisation al-Qaida den offenen Krieg.                                |  |
| 2011      | Bürgerkrieg in Libyen                            | größere Kampfhandlungen vom 15. Februar bis 23. Oktober 2011                                                                                 |  |
| seit 2011 | Bürgerkrieg in Syrien                            | |  |
|           | 2016/17                                          | Türkische Militäroffensive in Nordsyrien 2016–2017                                                                                           |  |
| seit 2012 | Krieg in Mali                                    | Am 11. Januar 2013 marschierten französische Truppen in Mali ein, um die islamistischen Truppen zu bekämpfen.                                |  |
| seit 2012 | Bürgerkrieg in der Zentralafrikanischen Republik | |  |
| seit 2014 | Bürgerkrieg in Libyen seit 2014                  | |  |
| seit 2014 | Russisch-Ukrainischer Krieg                      | |  |
|           | seit 2022                                        | Russischer Angriffskrieg auf die Ukraine |  |
|           | 2022, 24. Februar bis 2. April                   | Schlacht um Kiew |  |
|           | 2022, 24. Februar bis 14. Mai                    | Schlacht um Charkiw |  |
|           | 2022, 24. Februar bis 20. Mai                    | Belagerung von Mariupol |  |
|           | 2022, 1. August bis Mai 2023                     | Schlacht um Bachmut |  |
|           | 2022, bis 18. Februar 2024                       | Schlacht um Awdijiwka |  |
|           | 2024. Mai bis                                    | Kämpfe um Tschassiw Jar |  |
| seit 2020 | Bürgerkrieg in Äthiopien                         | |  |
| 2020–2023 | Krieg um Bergkarabach                            | |  |
| seit 2021 | Bürgerkrieg in Myanmar                           | |  |
| seit 2023 | Krieg im Sudan                                   | Schlacht um Khartum (seit 2023) |  |
| seit 2023 | Krieg in Israel und Gaza                         | |  |